# アルバトロシクス
アルバトロシクス (ALBATROSICKS) は、同人サークルIOSYS発のキラキラ系エレクトロ・ポップ・ミュージックユニット、そのクルー（メンバー）が乗り込む宇宙船(後述)、及び同ユニットの1stアルバムの名称である。

## 概要
2007年12月8日のRADIO ARIMAX 第0200回 アリマ様が見てる（土）のmikoラジ第16回で、アルバトロシクスを結成したということと、ファーストCDの情報が出る。
ボーカルには「魔理沙は大変なものを盗んでいきました」などの東方アレンジCDで有名なmiko（旧活動名: 藤咲かりん）を起用、サブボーカル（時にメインボーカル）や作詞にquim、作曲は同曲のアレンジなどを手がけたARMが行っている。

### 曲
メインボーカルであるmikoの歌声を軸とし、ボコーダーやサブボーカル、メインボーカルのひとりとしてquimを当てる（時には作曲者ARM本人が歌唱することもある）。初期の作品には声にエフェクトをかけたりすることが多かった。

### ライブ活動
今まで東京都内で3回、ミニではあるが大阪市でも2回ライブを開いていて、宮城県のライブイベントにも参加。なお、東京以外でのライブは現在、2009年2月に行われたメロンブックス大阪日本橋店と、2010年8月28日に行われた日本橋Platzでの2回のプチライブ(いずれも大阪市)のみであるが、今後も依頼があれば積極的に参加していきたいとのこと。

## アルバトロシクスの世界設定
ブルーベリー星ストロベリー王国の姫であるmiko+ResurrectionとマッドサイエンティストのDr.ARM、ロボットのquim_underconstruction↓、Countess YOUNO、Master Joeの5人？と液体金属ひよこ3匹はアルバトロシクスというマンボウ型の宇宙船に乗って宇宙を旅している、という設定である。
当初はその目的は不明であったが、セカンドアルバムである「Planet Liberation」においてそのタイトル通り、惑星解放を目的としていることが明らかになり、同アルバム他、各曲の歌詞にはそのバックグラウンドが反映されているものもある。
なお、ライブをする時には地球に降り立つとのこと。故郷のブルーベリー星には帰っているのかどうかは不明。
4thアルバム「STAR CRACKER」にはmonologue1、monologue2、monologue3の三つのトラックがあり、世界設定や宇宙船アルバトロシクスの建造秘話、miko+Resurrectionの心境が英語で語られている。（ただし歌詞カードには日本語で表記されている。）

### クルー
メンバーは宇宙船アルバトロシクスのクルーである。
miko+Resurrection（ミコリザレクション）
ブルーベリー星ストロベリー王国の姫。聖属性。わがままで欲しいものは手に入れる。彼女に魅了されて彼女に罵られたいと望む愚民や卑しき民によってストロベリー王国が成立している。ボーカル、作詞を担当。中の人はmiko。
Dr.ARM（ドクターアーム）
マッドサイエンティスト。毒属性。quim_underconstruction↓というロボットを作った。しかしおそらくロボットを作る専門家ではなく、一般には不可能である「とある目標」を実現する上で何か得られるものがあると考えて作ってみたというのが正しいだろう。何らか研究実験によって毒が生み出されるようだが詳細は不明。ギター、作曲、編曲を担当。中の人はイオシスのARM。
quim_underconstruction↓（キムアンダーコンストラクション）
Dr.ARMの作り上げたロボット。500円玉の貯金が趣味。鋼属性。最初は酷い出来で変なことをしゃっべって爆発した。修理して新しい仕組みを作っていくうちに今みたいなかなり人間に近い様子なったのだろう。何故か作り手のDr.ARMよりしゃべりが上手く進行役を務めている。ボーカル、ボコーダ、作詞を担当。中の人はイオシスのquim。
Countess YOUNO
どこかの星の伯爵夫人。犬の姿をしている。作詞を担当。中の人は夕野ヨシミ。
Master Joe
人の姿をしているが本体は首にかけた鍵。ディスクジャケットや公式サイトなどのデザイン、プロモーションムービーの制作を担当。中の人はカギ。
液体金属ひよこ
3匹とも色が違い緑ピンク青である。

### ブルーベリー星
地球と同じくらいの大きさでブルーベリーの形である。ブルーベリーのへたにあたる部分はエアーズロックみたいになっているらしい。地表面は7割が陸であり（だが、宇宙から見た時の星の色は何故か青色）、隕石が来ると星自ら避ける機能を持つほか、大気圧は地球よりはるかに高い。
300億坪の姫の城がある。城は何らかの動力で地上から500メートルの空に浮いていたが、現在は降下している。miko曰く「町並みは基本的に東京と同じで、材質がお菓子に変わったものを想像すれば良い」とのことで、この星に住んでいる人たちは主に愚民や卑しき民で甘いものだけ食べて生きている。「お菓子だらけでゴキブリは生息しないのか」と言う問いに対してmikoは「ゴキブリは地球の生き物。そしてプロジェクトGというシステムによって、地球から星に入り込むゴキブリは全て消滅する」とのこと。ストロベリー王国の他にもバナナ王国などの国が存在するが、中には存在だけが示唆され、滅亡したかのように詳細が語られていない国も存在する。
七夕やクリスマスなど地球に似たものなど様々な行事があるが酷いものばかりである。行事はへたの部分で行われることが多い。
mikoラジのリスナーによる投稿によって様々な国の存在が明らかになりつつある。

## mikoラジ
mikoラジとはIOSYSのラジオポータルサイト「はいてない.com」で配信されているウェブラジオである。

## アルバム
アルバトロシクス
コミックマーケット73（2007年12月）にて発売。12曲収録。
PLANET LIBERATION
コミックマーケット74（2008年8月）にて発売。14曲収録。
e
コミックマーケット75（2008年12月）にて発売。5曲収録。この発売を記念して、メロンブックス大阪日本橋店でプチライブが行われた。
STAR CRACKER
コミックマーケット76（2009年8月）にて発売。15曲収録。2009年8月16日現在、ほとんどのトラックは公式サイトで試聴が可能。
PARAMOUNT FEVER!!!!!!!!!!11111
コミックマーケット78（2010年8月）にて発売。11曲収録。
MERGE THE STRAWBERRY!
コミックマーケット79（2010年12月）にて発売。6曲収録。リミックスが5曲、隠しトラックが1曲収録されている。
AERAS
コミックマーケット80（2011年8月）にて発売。10曲収録。
rebirth era
コミックマーケット81（2011年12月）にて発売。6曲収録。新録が3曲、リミックスが3曲。
ALBATROSICKS BEST ALBUM
ベストアルバム。コミックマーケット82（2012年8月）にて発売。CD2枚組。全24曲収録。
DEKKAINO
コミックマーケット86（2014年8月）にて発売。11曲収録。
ALBATROSICKS THE FINAL
16曲収録。

## プロモーションムービー
プロモーションのために、ストロベリーラブジェネレーター、ホシヲコエテ、暴走マンボウのテーマなど、いくつかの楽曲にはMaster Joe制作(暴走マンボウのテーマはkouks制作)のプロモーションムービーが存在する。これらは公式サイトで視聴できる。

## ライド・オン・ザ☆マンボウ
アルバトロシクスがライブを行う際のライブ名である。主に都内で行われる。